# サイケデリック・ピル
『サイケデリック・ピル』（Psychedelic Pill）は、カナダ／アメリカのミュージシャン、ニール・ヤングが2012年10月30日にリリースした34枚目のスタジオ・アルバム。2012年にリリースされたヤングとクレイジー・ホースのコラボレーション第2弾（第1弾は『アメリカーナ』）であり、2003年と2004年のアルバム『グリーンデイル』とツアー以来となるオリジナル作品である。このアルバムは2012年10月24日にヤングのウェブサイトでストリーミング配信され、その日のうちにインターネット上に流出した。

## 背景
長さ87分の『サイケデリック・ピル』は、ニール・ヤングにとって最長のスタジオ・アルバムであり、2022年に『ワールド・レコード』がリリースされるまで、コンパクト・ディスク2枚にまたがる唯一のアルバムだった。このアルバムに収録されている曲の多くは、2012年にリリースされた『アメリカーナ』のレコーディング中、クレイジー・ホースとの長時間のジャム・セッションから生まれたものだ。『サイケデリック・ピル』の9曲中3曲は15分以上の長さがある。アルバムはカリフォルニア州レッドウッド・シティ近郊のヤングの牧場でレコーディングされた。

## 作詞作曲
オープニング・トラックの 「Driftin' Back」は瞑想への頌歌であり、ヤングの新しい回顧録『Waging Heavy Peace』やMP3への軽蔑を、延々と続くジャムの合間に言及している。アルバムのもう1曲、「Walk like a Giant」は、自分の世代が世界を良い方向に変えられなかったことを嘆いている（「We were ready to save the world / But then the weather changed」）。また、ボブ・ディランの 「Like a Rolling Stone 」やグレイトフル・デッドをラジオで聴いていたこと（「Twisted Road」）や、カナダのルーツ（「Born in Ontario」）を回想している。『ローリング・ストーン』誌のアルバム評は、タイトル曲のリフと歌詞がヤングの前作「シナモン・ガール」などと類似していると指摘している。メイン・リフはヤングの「Sign of Love」から拝借したものだ。また、この曲ではレコーディングにフェイザー・フィルターをかけ、「サイケデリック 」な雰囲気を出している（ただし、オルタネイト・ミックスではフェイザー・フィルターは取り除かれている）。
「ラマダ・イン」の歌詞は、コミュニケーションを図り、問題を解決しようと奮闘する老夫婦の姿を描いている。ヤングは2019年の自身のウェブサイトへの投稿で、この曲について語っている： 
「この曲を聴くと、私はいつもI-5を南下してグレープヴァインの下を通り、LAに向かう...。クレイジー・ホースの旅、長い道のりだ。I-5には、見るべきもの...感じるべきものがたくさんある。この曲で怖がらないで。この曲のおかげで生きてこられた。厳しい時代だった。今はいい時代だ。また転がるんだ...」
フランク・「ポンチョ」・サンペドロは、『Uncut』誌でこの曲の感情により直接的に触れている： 
「歌詞はニールとペギにとってとても個人的なものなんだ。いろいろなことが露呈しているように思える。いいのか悪いのかわからない。調べてみたら？彼女は2日後に戻ってきて、『ポンチョ、これは人と人との関係についての歌よ。誰もがそういうことを経験するものよ』って。俺はむしろ、『うわあ、壁に書かれた文字が発表されたんだ』と思った。あの曲では何度も泣いたよ」
このアルバムの3曲、「Born in Ontario」、「Twisted Road」、「For the Love of Man」は、以前2010年の『ル・ノイズ』で試みられたものだ。「For the Love of Man」は1980年代の曲である。ヤングは自身のオンライン・アーカイブ・アルバム『Summer Songs』で、この曲の1987年の録音を発表している。「Born in Ontario 」は、ヤングが2005年に父親の葬儀のためにカナダで家族と再会したことに触発された。彼は2019年の自身のウェブサイトへの投稿でこう説明している：
「父の葬儀のためにカナダに戻った後、カナダ人の家族と一緒にこの曲を書いたんだ。カナダは僕に素晴らしい人生のスタートを与えてくれたし、北オンタリオの湖を訪れるためにしょっちゅうカナダに戻っている。カナダ人であることを誇りに思う」

## レコーディング
このアルバムは、『アメリカーナ』の完成から数ヵ月後の2012年1月から3月にかけてレコーディングされた。「Driftin' Back」の演奏は、バンドが初めて一緒に演奏した曲である。ギタリストのフランク・"ポンチョ"・サンペドロは2013年1月、ギター・ワールド誌のインタビューでこう説明している：
「あの曲は、ニールが弾き始めて、みんなで参加したんだ。演奏が始まる直前だったと思うんだけど、彼は『ヴァースに入ったら、こう変わるんだ』って言って、俺らに教えてくれたんだ。それがいつ起こるかなんて誰にもわからなかったけど、俺らはただついていった。荒削りなところもあったかもしれない。何度かギターを落としたかもしれない。でも、それ以外はそれだけだった。これが最初のテイクだ。何年も前から、みんなで集まってジャムるときはあんな感じだってみんなに言ってきたんだ。
いくつかの曲はフル演奏から編集されている。ヤングは著書『Special Deluxe』の中で、その過程を次のように語っている：
「私は、ジョニー・ハウズマンとジェフ・ピンという2人のエンジニアとともに、これらのトラックで多くの作業を行った。トラックをできる限り素晴らしいものにするために、作業は1ヶ月以上続いた。ほとんどの時間は、長いインストゥルメンタル・パッセージの編集、多数のヴォーカル・パートのバランス調整、各曲のフィーリングとヴァイブの保持に費やされた。このプロセスの一環として、共同プロデューサーのジョン・ハンロンに来てもらって、新鮮な耳ですべてのミックスの最終調整を行った。こうすることで、オリジナルのパスが大幅に改善されることもあるんだ」

## 評価
| 専門評論家によるレビュー | 専門評論家によるレビュー |
| 総スコア                 | 総スコア                 |
| 出典                     | 評価                     |
| ------------------------ | ------------------------ |
| Metacritic               | 79/100                   |
| レビュー・スコア         |                          |
| 出典                     | 評価                     |
| AllMusic                 | [ 10 ]                   |
| The A.V. Club            | A-                       |
| Chicago Sun-Times        | [ 12 ]                   |
| NME                      | 8/10                     |
| Paste                    | 9.0/10                   |
| Pitchfork                | 7.0/10                   |
| PopMatters               | [ 16 ]                   |
| Rolling Stone            | [ 17 ]                   |
| Spin                     | 7/10                     |
| Sputnikmusic             | 4.5/5                    |

『サイケデリック・ピル』は全体的に好意的な評価を受けた。ローリング・ストーン誌は、このアルバムに4つ星をつけ、「彼らのベスト盤のような唸るような正直さと残忍な高揚感がある 」と評した。ペースト誌に寄稿したダグラス・ヘゼルグレイブは言う：「『Psychedelic Pill』は、ニール・ヤングがクレイジー・ホースと作り上げた最高のアルバムかもしれない。それを理解するには何年もかかるだろう」ダン・スタッブスは、NME誌でこのアルバムに10つ星のうち8つをつけ、「このアルバムに収録されている2曲、「Ramada Inn」と 「Walk like a Giant」は、ヤングのベスト盤に入るだろう」と書いている。他のレビュアーは、シカゴ・サンタイムズ紙のように、このアルバムは 「典型的な轟音と蛇行する退屈な陽動が数多くある中で、いくつかの輝かしい瞬間を誇っている 」と述べている。ロバート・クリストガウは2018年、このアルバムを高く評価し、リリース当時は過小評価していたかもしれないと示唆し、「私のどちらでもないファイルに入っていた。」と書いている。
このアルバムは、『ローリング・ストーン』誌の2012年アルバム・トップ50の10位にランクインし、「これは彼が手がけたどの作品よりも刺激的で奇妙だ 」と評された。また、彼らは「Ramada Inn」を2012年のベストソング第5位に選んだ。

## トラックリスト
All tracks composed by Neil Young.

### CD
| #         | タイトル             | 作詞  | 作曲・編曲 | 時間  |
| --------- | -------------------- | ----- | ---------- | ----- |
| 1.        | 「Driftin' Back」    |       |            | 27:36 |
| 2.        | 「Psychedelic Pill」 |       |            | 3:26  |
| 3.        | 「Ramada Inn」       |       |            | 16:49 |
| 4.        | 「Born in Ontario」  |       |            | 3:49  |
| 合計時間: | 合計時間:            | 51:40 |            |       |

| #         | タイトル                            | 作詞  | 作曲・編曲 | 時間  |
| --------- | ----------------------------------- | ----- | ---------- | ----- |
| 1.        | 「Twisted Road」                    |       |            | 3:28  |
| 2.        | 「She's Always Dancing」            |       |            | 8:33  |
| 3.        | 「For the Love of Man」             |       |            | 4:13  |
| 4.        | 「Walk Like a Giant」               |       |            | 16:27 |
| 5.        | 「Psychedelic Pill」(alternate mix) |       |            | 3:12  |
| 合計時間: | 合計時間:                           | 35:53 |            |       |

### LPレコード
| #  | タイトル                  | 作詞 | 作曲・編曲 | 時間  |
| -- | ------------------------- | ---- | ---------- | ----- |
| 1. | 「Driftin' Back」(Part 1) |      |            | 18:14 |

| #  | タイトル                            | 作詞 | 作曲・編曲 | 時間 |
| -- | ----------------------------------- | ---- | ---------- | ---- |
| 1. | 「Driftin' Back」(Part 2)           |      |            | 9:58 |
| 2. | 「Psychedelic Pill」(alternate mix) |      |            | 3:12 |

| #  | タイトル             | 作詞 | 作曲・編曲 | 時間  |
| -- | -------------------- | ---- | ---------- | ----- |
| 1. | 「Psychedelic Pill」 |      |            | 3:26  |
| 2. | 「Ramada Inn」       |      |            | 16:52 |

| #  | タイトル                 | 作詞 | 作曲・編曲 | 時間 |
| -- | ------------------------ | ---- | ---------- | ---- |
| 1. | 「Born in Ontario」      |      |            | 3:49 |
| 2. | 「Twisted Road」         |      |            | 3:28 |
| 3. | 「She's Always Dancing」 |      |            | 8:34 |
| 4. | 「For the Love of Man」  |      |            | 4:13 |

| #  | タイトル              | 作詞 | 作曲・編曲 | 時間  |
| -- | --------------------- | ---- | ---------- | ----- |
| 1. | 「Walk Like a Giant」 |      |            | 16:31 |

Notes:
- 第3面に収録されている「Psychedelic Pill」のヴァージョンは「オルタネイト・ミックス」と誤表記されている。
- ブランクの第6面にはエッチング・アートが施されている。

### Blu-ray
| #         | タイトル                              | 作詞   | 作曲・編曲 | 時間  |
| --------- | ------------------------------------- | ------ | ---------- | ----- |
| 1.        | 「Driftin' Back」                     |        |            | 27:42 |
| 2.        | 「Psychedelic Pill」                  |        |            | 3:28  |
| 3.        | 「Ramada Inn」                        |        |            | 16:50 |
| 4.        | 「Born in Ontario」                   |        |            | 3:50  |
| 5.        | 「Twisted Road」                      |        |            | 3:28  |
| 6.        | 「She's Always Dancing」              |        |            | 8:33  |
| 7.        | 「For the Love of Man」               |        |            | 4:13  |
| 8.        | 「Walk Like a Giant」                 |        |            | 16:28 |
| 9.        | 「Horse Back」                        |        |            | 37:05 |
| 10.       | 「Psychedelic Pill」(alternate mix 1) |        |            | 3:12  |
| 11.       | 「Psychedelic Pill」(alternate mix 2) |        |            | 3:11  |
| 合計時間: | 合計時間:                             | 128:00 |            |       |

## 参加ミュージシャン
- ニール・ヤング - ヴォーカル・ぎポンプオルガン、ストリングマン、口笛、プロダクション、ミキシング

クレイジー・ホース
- ビリー・タルボット - ベース、ヴォーカル
- ラルフ・モリーナ - ドラム、ヴォーカル
- フランク・"ポンチョ"・サンペドロ - ギター、ヴォーカル

制作スタッフ
- ジョン・ハンロン - プロデュース、レコーディング、エンジニアリング、ミキシング
- マーク・ハンフリーズ - プロダクション
- ジョン・ハウスマン - エンジニアリング
- ジョン・ナウランド - レコーディング（「ドリフティン・バック」アコースティック・イントロ）、アナログからデジタルへのトランスファー
- チャールズ・ブロートマン - レコーディング（「ドリフティン・バック」アコースティック・イントロ）
- ティム・マリガン - マスタリング

ブルーレイ制作スタッフ
- バーナード・シェイキー（ニール・ヤング） - 演出
- ウィル・ミッチェル - 制作、編集、フィルム・リサーチ
- エリオット・ラビノヴィッツ - 製作総指揮
- トシ・オーヌキ（大貫敏之） - 美術
- マーク・フォークナー - 編集、フィルム・リサーチ
- ベンジャミン・ジョンソン - 編集
- クリス・クンツ - グラフィック
- キャメロン・クンツ、サラ・イー - フィルム・リサーチ
- マーシー・ジェンシック - ライセンス、クリアランス